# امیریه اصفهان
کوی امیریه اصفهان محله‌ای منظم و نوساز در دامنه غربی کوه صفه و از توابع منطقه ۱۳ شهرداری اصفهان است. این محله حدفاصل میدان گلها اصفهان تا کوی گلزار است. 
ارتفاع بالاي اين منطقه نسبت به ساير نقاط اصفهان باعث برخورداري ويو زيباي شهر و فضاي سبز در شب و روز اين محله شده است املاک امیریه یکی از گران قیمت ترین محله های اصفهان برای سکونت و زندگی میباشد

## تاریخچه
زمین های کوی امیریه در ابتدا، میدان تیر مرکز توپخانه ارتش شاهنشاهی اصفهان بوده است که پیش از این به دلیل عدم وجود منازل مسکونی در این منطقه استفاده نظامی می‌شده است. امیریه از شمال به بزرگراه شهید آقارب پرست و از جنوب به گذرگاه جنوبی اصفهان و بزرگراه شهیدکاظمی، از شرق به کوی ولیعصر و از غرب به شهر ابریشم محدود است.
ساکنان امیریه به دلیل جدیدالاحداث بودن آن غیربومی و اغلب کارمندان دولتی و نظامی هستند که پس از انقلاب از سهمیه واگذاری زمین بهره‌مند شدند.

## موقعیت جغرافیایی
محله امیریه در منطقه ۱۳ شهرداری اصفهان و در محدوده‌ی جنوب غربی شهر اصفهان واقع شده‌است. این محله از شمال با خیابان گلها، خیابان سالم پور و خیابان دکتر حسابی، از شرق با بزرگراه شهید میثمی، از جنوب با بزرگراه شهید اقارب پرست و از غرب با شهر ابریشم و بزرگراه شهید کاظمی محدود شده است. امیریه با محله‌های ‌شفق، شهرک ولیعصر، کشاورزی، کوی گلزار، محمودیه مجاورت دارد.
این محله در محدوده‌ی طرح ترافیک و زوج و فرد نیست و از اماکن مهم این محله می‌توان به پارک امیریه، استخر سرپوشیده آزادی، پارک محله امیریه، پارک مجتمع مسکونی لاله، پارک محله امیریه، موزه کشاورزی، رستوران کلبه سبز و مجتمع تجاری امیریه اشاره کرد.

## خیابان‌ها
۱.خیابان آزادی
۲. خیابان پیروزی
۳.خیابان گلها
۴.خیابان آپادانا
۵.خیابان حسابی
۶.خیابان پردیس
۷.خیابان مریم
۸.خیابان نرگس

## بوستان‌ها
کوی امیریه اصفهان باتوجه به نوساز بودن و رعایت اصول ساخت و ساز دارای فضای سبز مناسب و مهندسی شده با تعداد زیاد است:
۱.بوستان آزادی
۲.بوستان نگارستان
۳.بوستان مهدیس
۴.بوستان پروتئین
۵.بوستان مهسا
۶.بوستان لاله

## امکانات شهری

### مدارس امیریه
1. دبیرستان آزادگان
2. دبستان آزادگان
3. دبستان کوشش
4. دبستان کوثر
5. هنرستان خواجه نصیرالدین طوسی
6. پیش دبستانی نور

### ورزش
بوستان اصلی و بزرگ امیریه دومین ایستگاه ورزشی صبحگاهی اصفهان بعد از ناژوان است که مقصد ورزشکاران اصفهان است و طبق خط بندی شهرداری اصفهان مقصد دوم است.

### استخر
امیریه دارای دو استخر بود که از ۸۷ به بعد یکی از آنها تخریب شود. حال استخر آزادی از استخر های معروف و جذاب با نما و سبک مدرن ساخته شده است.

### تالار
در درب دوم استخر امیریه شعب تالار امیریه مشغول به کار می باشد. این تالار یکی از زیباترین تالارهاست که جشن‌های عروسی، تولد و مناسبت های شاد سفارشی در این تالار نیز قابل اجراست.

## ویو بسیار زیبا از همه شهر
این نقطه از اصفهان همانند محله های جنوبی اصفهان به ویژه محله های ارتفاع دار اصفهان مانند صفه ، مرداویج ، ارتش ، کوی ولیعصر ، کوه دنبه ، کوی گلزار ، کوی پاکدل ، کوی سپاهان ، کوی گل نرگس ، کوی دانشگاه اصفهان و ... ویوی شگفت انگیزی از اصفهان به شما می دهد.
برای داشتن ویو شکوه انگیز میتوانید از امیریه به کوه های تخت رستم کوه های صفه کوه های سفید و کوه دنبه دسترسی آسانی داشته باشید.